# Castello di Golaso
Das Castello di Golaso  ist ein mittelalterlicher Burgkomplex in der Nähe des Flusses Ceno im Ortsteil Golaso der Gemeinde Varsi in der italienischen Region Emilia-Romagna.

## Geschichte

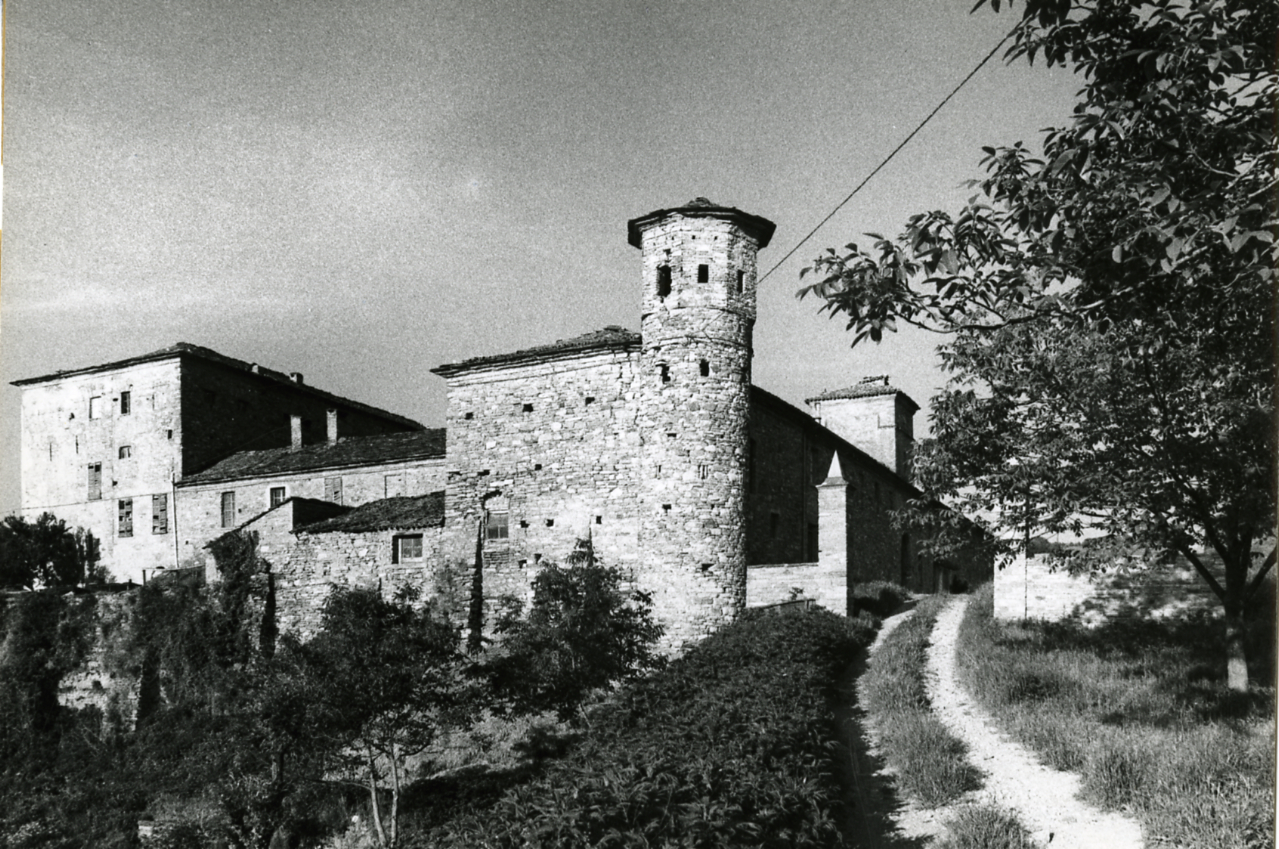
Westseite der Burg im Jahre 1976

Die alte „Agulate“ war wahrscheinlich schon 769 bewohnt, aber es gibt keine sicheren Nachweise, weder über den Bauzeitraum der Burg noch über ihre ersten Eigentümer. Nach Ansicht einige Wissenschaftler könnte die erste Festung aus dem 6. oder 7. Jahrhundert stammen, während andere sie einer späteren Epoche, um das 13. Jahrhundert, zuordnen. Das einfache Gebäude, das entschieden Verteidigungscharakter besaß, wurde jedenfalls um das 16. und 17. Jahrhundert herum wesentlich verändert, wobei es in ein festes Herrenhaus der Spätrenaissance verwandelt wurde, in dem ein landwirtschaftliches Gut untergebracht war.
Die ersten gesicherten Informationen über die Burg stammen aus dem 18. Jahrhundert; damals gehörte das Gebäude den Grafen Rugarli, ebenso wie das benachbarte Castello di Varsi. Die Familie behielt die Feudalrechte bis zu deren erzwungener Abschaffung im ehemaligen Herzogtum Parma und Piacenza im Jahre 1805 durch Napoleon.
In den folgenden Jahren fiel die Burg an die Familie Corsini, Verwandte der Rugarlis, die auch 1832 noch Eigentümer waren. Die Burg gehört heute noch den Nachfahren der Familie Corsini.

## Beschreibung

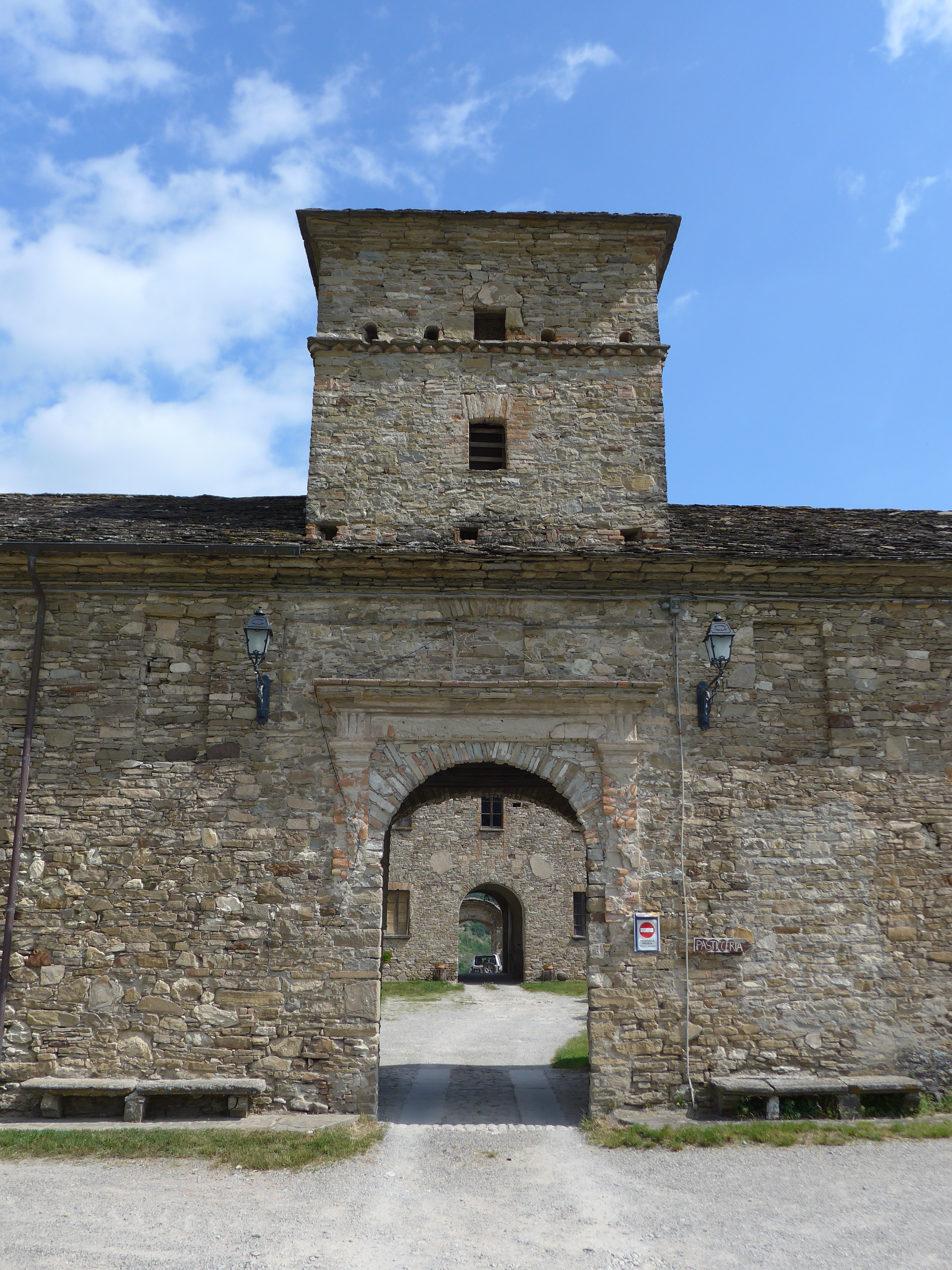
Eingangsturm

Der große, befestigte Komplex, der eine Fläche von 5000 m² bedeckt, ist um zwei Innenhöfe herum angelegt. Vor dem ersten mit fast quadratischem Grundriss, liegt der Eingangsflügel auf der Südseite, während an den anderen Seiten des Hofes alle weiteren Hauptgebäude der Burg stehen. Der zweite Innenhof liegt an der Rückseite; von ihm aus hat man einen direkten Blick in die Umgebung.

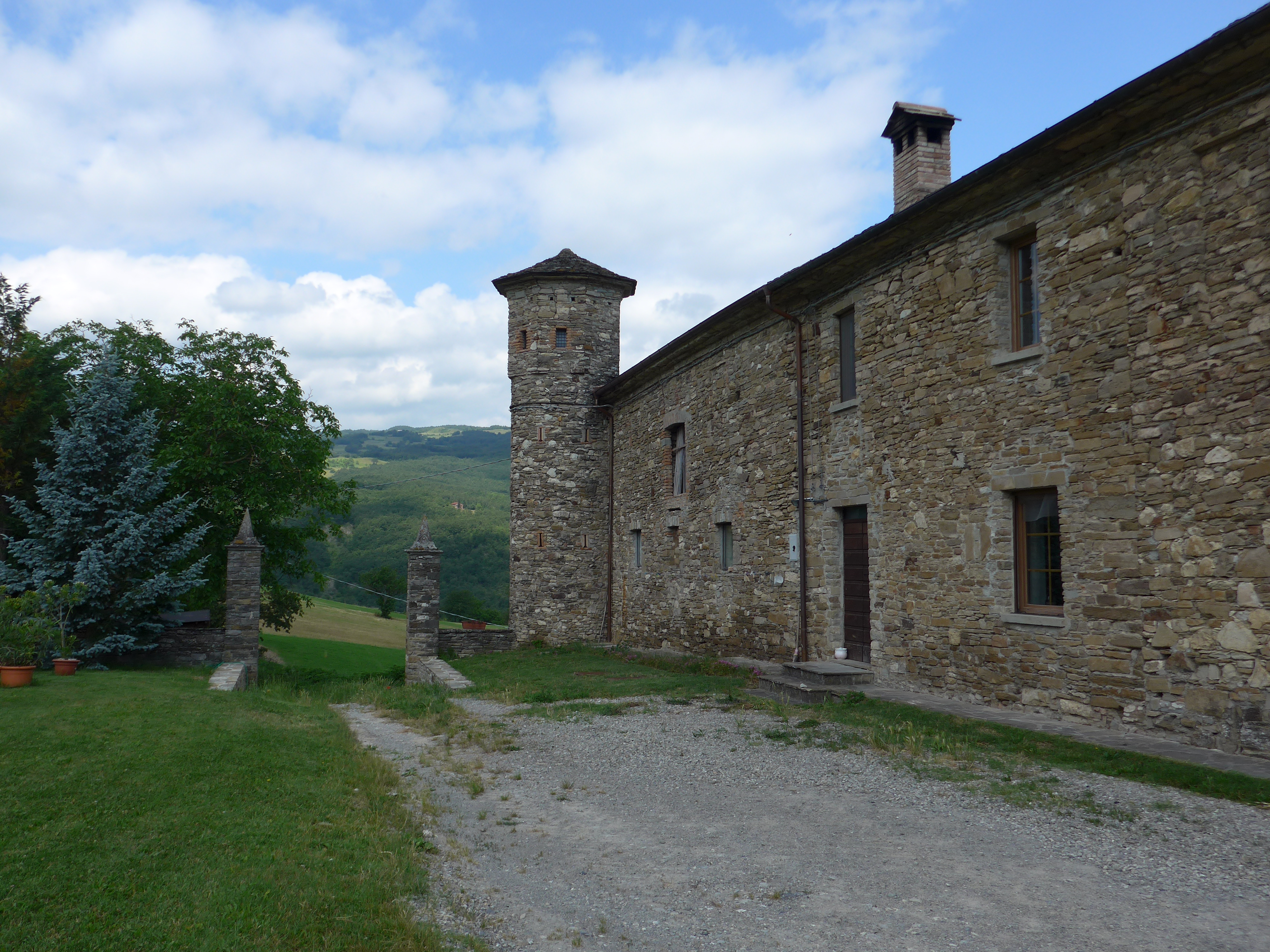
Westteil der Fassade

Vor der langen Fassade mit zwei Stockwerken befindet sich ein kleiner, freier Platz, der durch ein niedriges Mäuerchen begrenzt ist; es gibt zwei Eingänge an den Seiten und einen von vorne, flankiert von Pilastern, die von pyramidenförmigen Helmen gekrönt sind. Die Fassade besteht vollständig aus Stein, wie der Rest des festen Hauses, und hat drei Türme. Die beiden äußeren, kleineren erheben sich auf hohen, zylindrischen Fundamenten ohne Öffnungen, wogegen die oberen Teile mit achteckigem Grundriss nach außen kleine, rechteckige Schießscharten besitzen, die Rahmen aus Ziegeln haben. Der massive Turm über dem Eingang mit quadratischem Grundriss hat zwei kleine Fenster in der Mitte, getrennt durch ein dekoratives, horizontales Ziegelband. Auf den Seiten gibt es zahlreiche Fenster, von denen viele blind und mit einer gewissen Regelmäßigkeit über die Fassade verteilt sind.

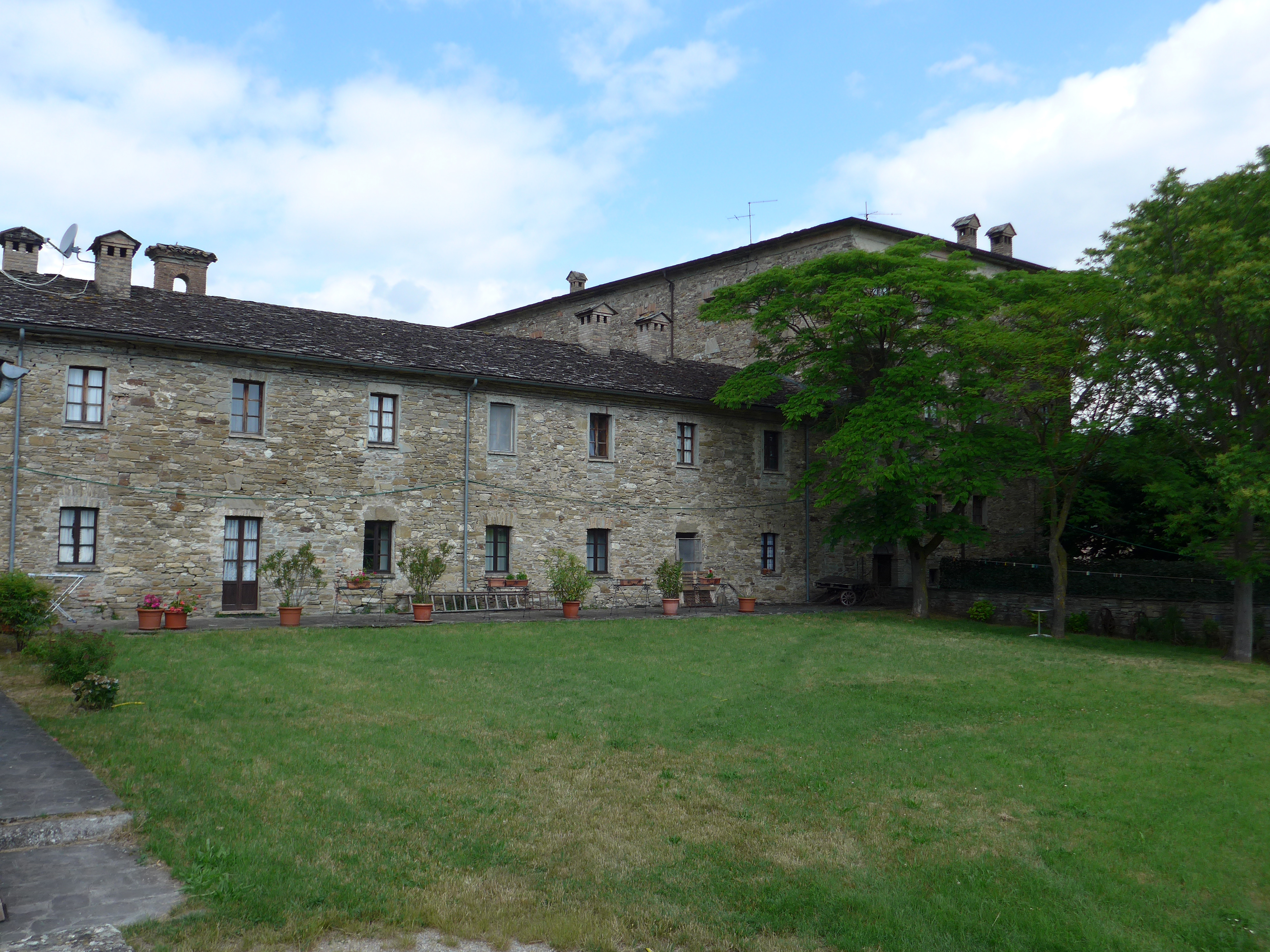
Ostseite

Der Innenhof ist an drei Seiten von zweistöckigen Gebäuden umgeben, in denen ursprünglich Diensträume und Stallungen untergebracht waren, wogegen das Herrenhaus, „Palazzo“ genannt, sich höher gegenüber dem Eingang erhebt. Auf den Seiten dieses Herrenhauses erkennt man noch die Arkaden, die heute durch die alte Vorhalle geschlossen sind. Etwa in der Mitte des Westflügels liegt die Kapelle, die durch ihre seitlichen Lisenen und ihr Tympanon auffällt, über dem in der Mitte ein kleiner Glockengiebel steht. Aus Gründen der Symmetrie findet sich auch am gegenüberliegenden Ostflügel ein ähnlicher Aufbau, aber ohne die Öffnungen. Daneben liegt im Inneren eines kleinen, vorspringenden Baukörpers aus Mauerziegeln mit einem Dach aus Steinplatten der Brunnen mit Rundbogenöffnung.
Der „Palazzo“ erhebt sich massig auf der Nordseite des Hofes. Ohne jede Verzierung ist das imposante Gebäude von einer langen Halle mit Tonnengewölbedecke durchzogen, die zum zweiten Innenhof in U-Form führt. Am gegenüberliegenden Ende dieses Hofes, der durch eine hohe Mauer und einige landwirtschaftliche Gebäude begrenzt wird, gab es ursprünglich zwei Türme mit rechteckigem Grundriss, die heute fast vollständig verschwunden sind. Einer der beiden taucht in einer Zeichnung aus dem 19. Jahrhundert auf, die in der Biblioteca Palatina in Parma aufbewahrt wird. In der Mitte der Nordseite öffnet sich ein Rundbogentor, gerahmt mit doppelten Lisenen, zum Gutshof und zum Fluss Ceno hin.
Der Sage nach soll die Burg an die zeitliche Einteilung in Monate und Tage des Sonnenjahres erinnern. Sie hat tatsächlich insgesamt 12 Treppen, 30 Türen und Tore und 365 Fenster.